# Hopkins Architects
Hopkins Architects (anteriormente conocido como Michael Hopkins and Partners) es una importante firma de arquitectura británica fundada en 1976 por Michael y Patricia Hopkins. La empresa ha ganado muchos premios y ha sido nominada dos veces para el premio Stirling de arquitectura, incluyendo en 2006 por el hospital infantil Evelina, en Londres. Los fundadores han sido premiados con la Medalla de Oro del RIBA (Real Instituto de Arquitectos Británicos).
La firma es conocida por la innovación de sus diseños en cuanto al ahorro energético. Su primer edificio fuera del Reino Unido fueron las oficinas centrales de GEK en Atenas, Grecia en 2003, seguido por la torre Shin-Marunouchi de Tokio, Japón en 2007. Aparte de las oficinas en Marylebone, Londres, la firma tiene oficina en Dubái y está trabajando en las universidades de Yale, Princeton y Rice, en Estados Unidos
Entre sus futuros proyectos se encuentra el Centro Cultural de Chipre en Nicosia y el Velódromo de Londres para los Juegos Olímpicos de Londres 2012

## Primeros edificios clave
- Hopkins House en Hamstead, Londres, Inglaterra.
- Centro Schlumberger en Cambridge, Inglaterra.
- Mound Stand en Lord's Cricket Ground, Londres
- Glyndebourne Opera House en Lewes, East Sussex

- Datos: Q11682592
- Multimedia: Hopkins Architects / Q11682592